# إيملي بلاكويل
إيملي بلاكويل (بالإنجليزية: Emily Blackwell)‏ هي طبيبة التوليد والنساء وطبيبة أمريكية، ولدت في 8 أكتوبر 1826 في برستل في المملكة المتحدة، وتوفيت في 7 سبتمبر 1910 في York Cliffs, Maine ‏ في الولايات المتحدة.

## وصلات خارجية
- إيملي بلاكويل على موقع الموسوعة البريطانية (الإنجليزية)